# Hadar Cars
Hadar Otto Hjalmar Gustaf Gunnar Hadarsson Cars, född 14 juni 1933 i Oscars församling i Stockholm, är en svensk politiker (folkpartist) som varit handelsminister, riksdagsledamot och ledamot av Europaparlamentet.

## Biografi
Cars blev filosofie kandidat och politices magister vid Stockholms högskola 1959 och studerade därefter vid Columbia University 1961–62 samt i Genève och Paris 1963. Han var sekreterare i Svenska Unescorådet 1958–59 och tillförordnad generalsekreterare hösten 1962, extra universitetslektor i statskunskap vid Stockholms universitet 1964–67, biträdande generalsekreterare 1969–70 och generalsekreterare och direktör vid Internationella handelskammarens svenska nationalkommitté 1971–78, samt sekreterare 1971–73 och vice VD på Stockholms handelskammare 1973–78. Cars var ordförande i Liberala studentförbundet 1960–61, vice ordförande i Folkpartiets ungdomsförbund 1963–64, kommunfullmäktigeledamot 1966–76 och ordförande i folkpartiets internationella råd 1983–91. I Stockholm var han medlem av kommunstyrelsen 1966–76, ledamot av sjukvårdsstyrelsen 1967–69, av kulturnämnden 1969–70, av informations- och konsumentnämnden 1983–85, ledamot av regionplaneförbundet 1967–68, av Stor-Stockholms sjukvårdsberedning 1967–70 och av centrala företagsnämnden 1971.
Hans Cars var styrelseledamot i AB Centralbadet 1971–74, i AB Familjebostäder 1974–78, i AB Stadsholmen 1977–78, i Marubeni Scandinavia AB 1973–78, i SGS Ates Scandinavia AB 1974–78, i RJK AB från 1984 och Mini Power Group AB från 1984. Han var ordförande i oljeersättningsfonden, i utredningen om handelsfrämjande information 1979–80, i elanvändningskommittén 1980, i utredningen om taxor och priser på energi 1980–81, enmansutredare rörande export av svensk energiteknik 1983–84, av Sveriges Radios utlandsprogram från 1985–86 samt ordförande i regeringens Sydafrikadelegation 1991–92.  
Cars var handelsminister från 18 oktober 1978 till 12 oktober 1979 och riksdagsledamot 1980–82 och 1985–95 (som ersättare för Birgit Friggebo 1980–82 och 1991–92), invald för Stockholms kommuns valkrets. Som riksdagsledamot var Cars aktiv i näringsutskottet där han var ledamot 1980–82 och 1985–94 samt vice ordförande 1988–91 och 1994–95. Cars var EFTA-parlamentariker 1986–94, ordförande i EES-utskottet 1992–93 och i EU-delegationen 1992–94. I samband med Sveriges EU-anslutning avgick han från riksdagen för att kandidera till Europaparlamentet och satt där mandatperioden 1995 till 1999 och var då bland annat ledamot av utrikesutskottet och institutionsutskottet. Hadar Cars var ordförande i Svenska Paneuropaföreningen 1999–2004 och i Samfundet Sverige–Israels riksorganisation mellan 2000 och 2003. Åren 2006–10 var han på nytt ledamot av Stockholms kommunfullmäktige och då som fullmäktiges vice ordförande.
Som Europaparlamentariker tog Cars initiativ till att EU skulle ställa som krav för medlemskap att dödsstraff inte tillämpades. Hans långa aktivism för ett inträde i EU (EEG, EG) inleddes 1961 då han var en av huvudförfattarna till skriften "Ja till Europa".
I filmen Fyra nyanser av brunt från 2004 har en träskulptur av Hadar Cars stark inverkan på filmens utveckling.

## Familj
Hadar Cars är son till översten av första graden Hadar Cars och Ingegerd Cars, född Magnuson, och han är gift med chefspsykologen Jane Cars. De fick barnen Hadar (född 1964), Greger (1966–2021) och Christine (född 1971).

### Webbsidor
- Riksdagens webbplats
- EU-parlamentets hemsida
- Vigselförrättare